# Dorita de Castel-Branco

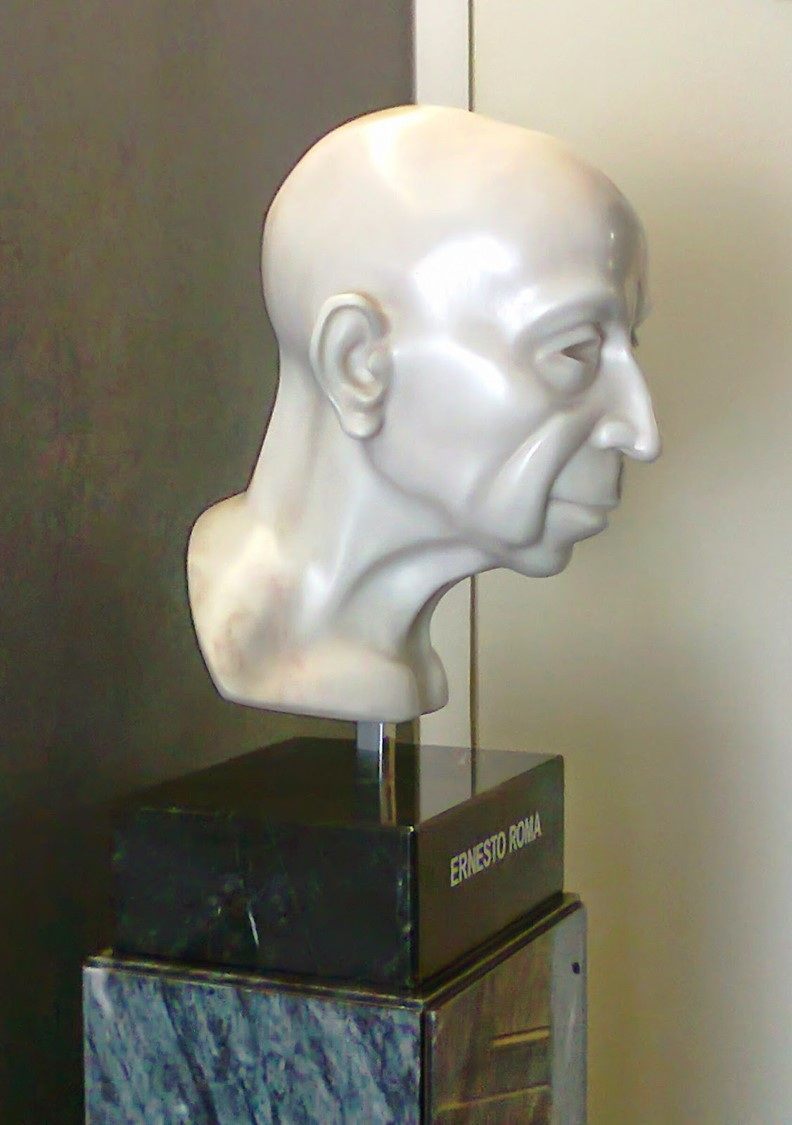
Busto de Ernesto Roma, por Dorita de Castel-Branco.

Dorita de Castel-Branco (Lisboa, 13 de Setembro 1936 — Lisboa, 23 de Setembro 1996) foi uma professora e escultora portuguesa. 
| “ | Quando olho para a minha infância ora me reconheço ora me ignoro. Nuca conseguirei saber as razões porque queria ser artista aos 5 anos... Mas a verdade é que a biografia dos meus primeiríssimos tempos poderia resumir-se assim: aos seis anos, queria ser artista, aos sete anos queria ser artista, etc. Etc. E, quando entrei para a Escola de Belas-Artes, vinte e quatro horas bastaram para trocar a pintura pela escultura. Porquê? | ” |
|   | — Cristiano Lima, "Quando os artistas plásticos falam: Dorita de Castel-Branco".. |   |

## Biografia

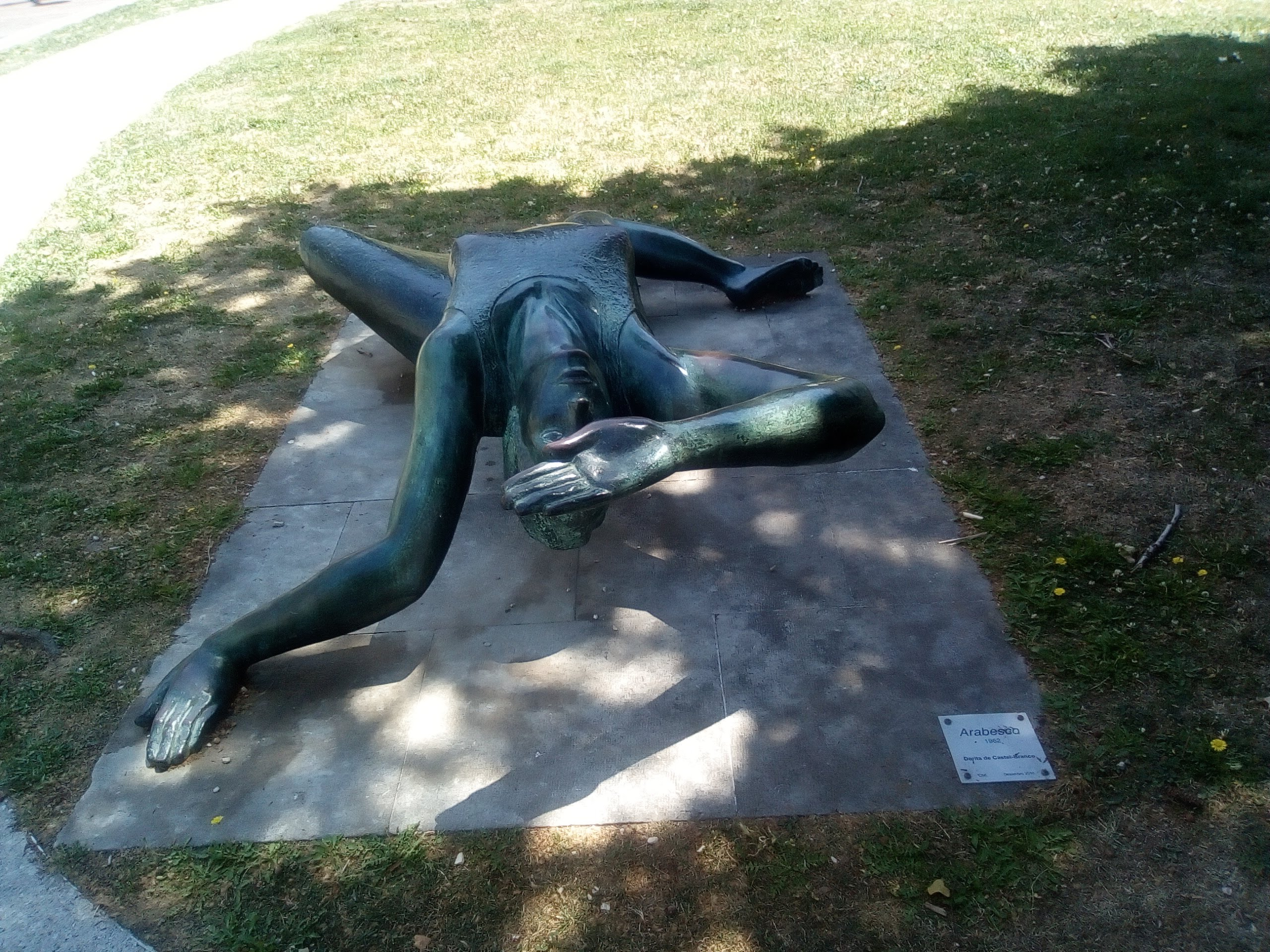
Arabescos, escultura de Dorita de Castel-Branco, no jardim dos Coruchéus em Lisboa

Nascida Maria das Dores Caldeira Castel-Branco em 13 de Setembro de 1936 em Lisboa. Frequenta as Belas-Artes de Lisboa onde completa a licenciatura em 1962, com a obra Mulher Reclinada. 
Entre 1962 e 1964 foi bolseira da Fundação Calouste-Gulbenkian e estuda em Paris, na École Supérieure de Beaux-Arts e na Academie du Feu entre 1963 e 1965. Neste período "de experimentação e assimilação de novas estéticas e novas expressões artísticas de escultura, terá contactado com os trabalhos de alguns protagonistas da renovação das linguagens, como Brancusi, Archipenko, Arp e H. Moore, referências seguras da escultura moderna europeia a que a sua obra não terá sido totalmente alheia". 
No início dos anos 70 é-lhe atribuído o Atelier Municipal nº 3 do recém criado Centro de Artes Plásticas dos Coruchéus, no Palácio dos Coruchéus em Lisboa, deixando o pequeno atelier onde anteriormente operava. 
Esteve representada na Exposição Artistas Portuguesas em 1977, organizada pela Sociedade Nacional de Belas Artes de Lisboa em colaboração com a Fundação Calouste-Gulbenkian que contou com uma primeira exibição em Janeiro e Fevereiro na sede da Fundação em Lisboa e uma segunda em Março e Abril no Centre Culturel Portugais,  em Paris, onde apresentou a obra Sculpture XIII.  
"Em 1981, Dorita marcou o ano artístico graças à inauguração de duas importantes obras de sua autoria: o conjunto escultórico dedicado aos Emigrantes, no largo fronteiro à estação de Santa Apolónia, em Lisboa, e um grande monumento na ilha de Taipa, em Macau."  No mesmo ano, em cerimónia de 8 de Novembro, foi inaugurada a estátua de Afonso Costa em Seia, à qual presidiu o General António Ramalho Eanes, Presidente da República à época. A 20 de Dezembro de 1982 é inaugurada outra grande obra de Dorita Castel-Branco, o Monumento ao Centenário da Cidade da Figueira da Foz, na Rotunda do Centenário e pela mesma ocasião realizou também a medalha comemorativa dos 100 anos da cidade. Dorita de Castel-Branco foi "também medalhista – onde alcançou grande notoriedade trabalhando em numismática e ilustração."
Entre 1965 e o ano de sua morte realizou 25 exposições individuais "nos seguintes espaços e galerias: Casa da Imprensa, Palácio Foz, Parque Eduardo VII, Galeria de Arte do Casino Estoril, Comissão Regional de Turismo de Leiria, Excelsior Hotel em Macau, Galeria São Mamede, Fórum Picoas, Galeria de Fitares e, ainda, na Sociedade de Estudos de Lourenço Marques e Beira (Moçambique), consulado de Portugal no Rio de Janeiro e Museu de Arte de São Paulo Assis Chateaubriand (Brasil). Participou em cerca de uma centena de mostras colectivas em Portugal, Espanha (Madrid e Barcelona), Hungria (Budapeste), Itália (Florença), Suécia (Estocolmo), Estados Unidos, Finlândia e Bélgica, durante a Eupália."  
A sua obra está presente em espaços públicos, museus e colecções privadas, em Portugal e no estrangeiro. Só em matéria de escultura pública, contam-se 34 esculturas ou conjuntos escultóricos implantados em jardins, praças ou edifícios públicos por todo o país, no antigo território de Macau (Ilha da Taipa), no Brasil e na Venezuela. Está representada em diversas colecções, nomeadamente no Museu Nacional de Arte Moderna e Museu Antoniano em Lisboa, na Fundação Calouste-Gulbenkian de Lisboa e Paris na Biblioteca Nacional de Lisboa e no Museu Regional de Aveiro. 
 

Parte da colecção da artista foi doada ao Município de Sintra, Casa Museu Dorita Castel-Branco, localizada na Quinta da Regaleira, em Sintra. 
"Para além da linguagem específica das formas (estilizadas, geometrizadas, muitas vezes exprimindo movimento) o que sobressai das obras da escultora lisboeta é uma grande força interior. De acordo com o Prof. José Fernandes Pereira (in Dicionário de Escultura Portuguesa, 2005), “A escultura de Dorita rejeita todos os elementos vinculados à escultura tradicional. Num trajecto que parte da figuração para a essencialidade da forma, o seu projecto artístico baseia-se num processo de simplificação gradual da figura, esquematizada e descaracterizada, até atingir uma síntese plástica não figurativa, inserindo-se numa tendência cada vez mais forte para a forma pura, perceptível e abstracta."
A carreira de escultura foi dividida com a docência, tendo leccionado durante 34 anos em diversas escolas secundárias de Lisboa, entre elas, o Liceu Dona Leonor, a Escola Artística António Arroio, o Liceu Maria Amélia e a Escola Secundária Patrício Prazeres. 

## Prémios e Reconhecimento
A escultora foi distinguida com diversos prémios no decorrer da sua carreira artística, entre eles:
- Estoril — Salão de Arte Moderna, Medalha de Prata em Escultura.
- Estoril — Salão de Arte Moderna, Medalha de Prata em Tapeçaria.
- Estoril — Salão Antoniano, Medalha de Prata.
- Estoril — Salão de Arte Moderna, 1º Prémio.
- Madrid — II Bienal del Deporte, 1º Prémio.
- Barcelona  - 1º prémio da II Bienal Internacional del Deport en el arte, Barcelona (1969)
- Lourenço Marques — Sociedade de Estudos, Condecoração de Grande Mérito.
- Estocolmo — XX Congresso FIDEM, Menção Honrosa.
- Estoril — 1º Prémio de Escultura "EDINFOR" (1993)

A Câmara Municipal de Sintra criou o Prémio Medalha Contemporânea Dorita Castel-Branco. 
O seu nome consta da toponímia da Aldeia de Paio Pires e Rio de Mouro. 

## Exposições Individuais
- 1965 — Lisboa, Casa da Imprensa.
- 1966 — Lisboa, Palácio Foz.
- 1968 — Lisboa, Palácio Foz.
- 1969 — Lisboa, Interforma.
- 1970 — Lisboa, Palácio Foz.
- 1971 — Lisboa, Palácio Foz
- 1971 — Lourenço Marques (Moçambique), Sociedade de Estudos.
- 1971 — Beira (Moçambique), Sociedade de Estudos.
- 1972 — Lisboa, Galeria de Arte Moderna, S.N.B.A.
- 1973 — Lisboa, Parque da Fundação Calouste Gulbenkian.
- 1974 — Lisboa, Parque Eduardo VII (Jardim Público).
- 1975 — Rio de Janeiro (Brasil), Jardins do Consulado de Portugal.
- 1975 — S. Paulo (Brasil), Museu de Arte de S. Paulo Assis Chateaubriand.
- 1977 — Lisboa, Estufa Fria, "O Jardim das Delícias"
- 1977 — Estoril, Galeria de Arte do Casino de Estoril.
- 1977 — Leiria, Galeria de Arte da Comissão Regional de Turismo.
- 1982 — Estoril, Galeria de Arte do Casino de Estoril.
- 1982 — Macau, Galeria de Arte do Hotel Exelcior.
- 1987 — Lisboa, Galeria S. Mamede.
- 1987 — Lisboa, Galeria Triângulo 48.
- 1990 — Lisboa, Galeria Ara.
- 1991 — Lisboa, Forum Picoas, Galeria de Arte dos CTT.
- 1995 — Rinchoa, Galeria de Arte de Fitares.
- 1996 — Lisboa, Galeria S. Mamede.
- 1996 — Caldas da Rainha, Osiris, Galeria Municipal [5]

## Ligações Externas
- Um Dia Com… Dorita de Castel-Branco - Arquivo RTP
- O que é Feito de Si Dorita de Castel-Branco? - Arquivo RTP
- Página do Facebook em homenagem à escultora
- À Procura da Moça Dorita - Documentário